# توماش ویورال
توماش ویورال (چکی: Tomáš Vyoral؛ زادهٔ ۲۸ سپتامبر ۱۹۹۲) بازیکن بسکتبال اهل جمهوری چک است. وی در بازی‌های المپیک تابستانی ۲۰۲۰ شرکت کرده‌است.